# Symphonie no 7 de Michael Haydn
Pour les articles homonymes, voir Symphonie no 7.
La Symphonie no 7 en mi majeur, Perger 5, Sherman 7, MH 65, est une symphonie de Michael Haydn, qui a été composée à Salzbourg en 1764.

## Analyse de l'œuvre
La symphonie est écrite pour 2 hautbois, 2 bassons, 2 cors et les cordes.
Elle comporte trois mouvements :
1. Allegro, en mi majeur
2. Andantino, en la majeur
3. Allegro